# Apocryptus flavofacies
Apocryptus flavofacies là một loài tò vò trong họ Ichneumonidae.